# Jean-Claude Monet
Jean-Claude Monet (ou Monnet), né le 8 juin 1938 à Mulhouse et mort le 24 novembre 2019 à Pantin, est un journaliste, militant néonazi français et animateur de sectes ésotériques. 
Surnommé le « führer français », il fait parler de lui dans la deuxième moitié du XXe siècle par ses tentatives de mêler nazisme, ésotérisme, ufologie, références au Ku Klux Klan, au christianisme, à la kabbale, au celtisme, au tao, à la Golden Dawn, à la théosophie et aux auteurs de science-fiction comme H. P. Lovecraft.

## Biographie

### Débuts dans les milieux néonazis
Né en 1938, Jean-Claude Monet est élevé dans la banlieue de Mulhouse. Il est présenté à tort comme le petit neveu du peintre impressionniste Claude Monet. 
Ancien séminariste de la ville de Scy-Chazelles (Moselle), Monet quitte l'établissement après avoir eu une illumination en rangeant une bibliothèque. Il écrit que, après avoir « trouvé de vieux ouvrages nazis », alors qu'il allait devenir prêtre, il décide « de tout laisser tomber ». Après avoir vivoté entre différents petits métiers (employé des PTT, démarcheur en produits d'entretiens, etc.), il d'adhère, en 1955, au mouvement néofasciste Phalange française, mouvement crée par Charles Gastaut alias Charles Luca, neveu du leader collaborationniste Marcel Déat, dont il devient le secrétaire particulier. Après avoir quitté le groupe, Monet réunit, le 17 septembre 1961, dans l'arrière salle du café Au tambour, place de la Bastille, trois amis à lui (dont Hermann Mollat, ancien SS Charlemagne et garde du corps de Charles Luca au temps de la Phalange) pour fonder un imaginaire Parti National Socialiste Ouvriers Français (PNSOF). Il est cependant à noter que le mouvement n'existait qu'en théorie puisque Monet et ses amis formaient l'intégralité des effectifs. Mais grâce aux contacts noués avec le néonazi Gaston-Armand Amaudruz et le Nouvel ordre européen (NOE), Monet peut, dès le 20 septembre 1961, lancer son bulletin nommé Le viking sous titré Périodique de combat du PNSOF et arborant la croix gammée comme emblème. Par la suite, le groupe subit l'afflux de personnalités du monde néonazi comme Mikaël Josseaume, éditeur d'une petite revue bretonne nommée Ar Sturmer (en français Le Combattant) et ancien combattant de la Milice française. 

Très vite la petite organisation se transforme et change de nom pour devenir la Breuriezh an Hevoud : religion des druides (en français littéralement traduit par Fraternité de la croix gammée) puis Organisation du Svastika-OSS en janvier 1962. En quelques mois, le groupuscule grandis et obtient le soutiens financier de l'exilé nazi hongrois Jean Buzas, membre du Conseil national des Combattants de la Liberté Hongrois et éditeur du mensuel antisémite Notre Europe. Soutenu des quatre coins de l'Europe néonazie, Jean-Claude Monet est aussi assisté par sa demi-sœur Annie Monet alias Anne Anton, ancienne militante du Parti national-syndicaliste français de l'actrice Liliane Ernout (exclue pour « athéisme et propagande païenne »), par l'ancien scharführer SS Hermann Mollat et Gérard Vermeuille, ancien untersturmführer (sous-lieutenant SS) et instructeur français dans l'Organisation Todt. L'OSS ne tarde pas à prendre position contre l'Algérie française, contrairement à la majorité des groupuscules néonazis de l'époque qualifiés par Monet de « cocardiers réactionnaires et cocus impertinents ». Dans le même journal, on peut trouver sous sa plume :

« Nous battre pour l'Algérie française ? Rejoindre les milliers de jeunes aryens tombés sous l'uniforme francouillon pour le rond de cuire brachychéphale ou le boutiquier youtre ou judéo-maltais de Bab El Oued ? Non, merci ! Ah non, vraiment merci ! Trop de jeunes son tombés dans cette guerre fratricide pour que nous versions plus longtemps l'impôt du sang aryen à Tel-Aviv. Nous en avons assez et nous n'avons qu'un mot aux lèvres : solidarité ! Oui, solidarité avec nos frères musulmans, kabyles, arabes, solidarité dans leur combat contre l'impérialisme sioniste et la pourriture juive, solidarité avec notre vénéré ami le Grand mufti de Jérusalem et l'Islam éternel ! »

A la même période, juste après le putsch des généraux en avril 1961, Monet décide de suspendre ses liens avec la section de son organisation basée en Algérie après que celle-ci ait prise partie en faveur des rebelles (les gardes mobiles arrêteront 24 personnes et on saisira dans leurs locaux, le 16 mai 1962, des portraits d'Hitler, des brassards nazis, deux caisses de cocktail molotov et des armes à feu en tout genre allant de la Thomson à l'arme de poing).  

Le 4 juillet 1962, Monet décide de dissoudre l'OSS pour la remplacer par l'Organisation des Vikings de France (OVF). Cette décision fait en effet suite aux contacts pris avec Wolfgang Kirschstein, responsable de l'«  Internationale Wiking Bewegung » (traduit par Mouvement viking International). Ainsi, la croix gammée est abandonnée et remplacée par la rune Ōthalan, représentant pour Monet « la synthèse du svastika sénestrogyre, utilisé par la grand conquérant mongol Gengis Khan, et du svastika dextrogyre arboré par Adolf Hitler ». 

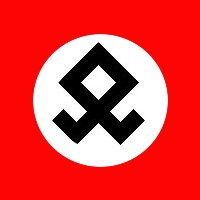
Rune Ōthalan utilisée par l'organisation de Jean-Claude Monet.

### D'une révélation surprenante à la création du «Parti Prolétarien National Socialiste»
Déjà soupçonné de folie, Jean-Claude Monet ne tarde pas à se révéler à ses compagnons comme le produit de l'amour illégitime de Adolf Hitler et d'une jeune lorraine qui seraient  venus en 1938 lui donner naissance en Sarre (Land). Fort de cette hérédité, Monet adresse en juin 1963, à ses amis, une lettre délirante :  « Gengis Khan portait le svastika sénestrogyre : il fut Maître de l'Orient ; Adolf Hitler portait le svastika dextrogyre : il fut Maître de l'Occident : moi, Hans Klaus Hitler, porterai l'Union des Svastikas : je serai Maître du Monde… Initiés, vous me reconnaîtrez aux Signes : je suis né en 1938 à Riedisheim à la frontière de ces deux états dont la réunion apparaît comme la tâche principale de notre génération… Je suis l'héritier du Führer, fils de Maître Maçon, initié à l'occultisme ; fils de Thulé, j'ouvrirai l'ère du Verseau qui est celle de l'Atlantis. Les Germains du monde entier se dresseront à mon appel, car je serai le Verbe incarné, à l'égal de mon Père séjournant quelque part ? A Schamballah ? Je m'allierai au roi souterrain et à ses représentants asiatiques ; les prêtres m'insuffleront la Force magique, l'Energie rayonnante…J'aurai la vision du Total et imposerai mon sceau sur le monde pour des millénaires…Si tu es Germain, viens et suis moi ! Ton instinct doit t'amener à moi ! H. K. Hitler Chef mondial des nationaux-socialistes ». 
Cette convocation amène à se réunir, à l'été 1963, vingt-trois représentants de divers mouvement néonazis lors d'une réunion se tenant à Saint-Clair-sur-Epte. C'est à l'issue de celle-ci que, le 15 septembre 1963, l'OVF se transforme en Parti Prolétarien National Socialiste (PPNS), dont le Comité central est composé de : Robert Michel (secrétaire), Hermann Mollat (trésorier), Jacques Ricordeau (renseignement), Antoine d'Etigny (propagande), Dieter Von Freudenreich (relations extérieures), Michel de Saint-André (« équipes noires »), André Florentin (ancien militant de Jeune Nation chargé de l'« équipes Zéro »), Roger Sirguey (Fédération syndicaliste française) et Charles Heinrich (sections spéciales). Aussi, est créée, dans le sillage de la réunion, la formation d'un réseau international baptisé Internationale Nordique Prolétarienne (INP) mais qui se fait très vite connaître sous le nom de National Socialist World Front (en français Front mondial national-socialiste). L'INP se fixe comme objectifs « la sélection d'élites biologiques ; la montée de cadres nouveaux sélectionnés biologiquement et eugéniquement car la lutte actuelle est la lutte entre l'espèce germanoïde et les races mongoloïdes, négroïdes et sémites ». On peut aussi lire dans son manifeste paru en sept langues : « Contre la dégénérescence européenne, contre les papistes, les capitalistes, les Juifs, les Chinois, les nègres, pour la domination mondiale de l'homme aryen, rejoignez l'INP ! ».
Quelques mois plus tard, Monet disparaît de la vie publique et annonce même sa mort dans un accident de la route. 

### Rentrée politique et création d'une nouvelle religion
Cependant, loin d'avoir disparus, Monet fait sa rentrée politique au printemps 1966 sous le patronyme excentrique de Genghis-al-Halladj-Abul Kasem ben Abdalla-Abd-el-Mottalib-Muhammedi-Klaus-Lichtträger-Jichnou-Christa-Manou : 999. Cette combinaison improbable de noms empruntés aux cultures Germaniques, Hindous et Arabes semble parfaitement cohérente pour Monet qui affirme que celle-ci représente « la somme de millénaires de pensée aryenne et vénusienne, de siècles d'occultisme et de théosophie. Somme décisive quant à l'avenir de l'aryanisme dans le monde, à la survie de la race blanche et à la victoire définitive des forces nationales-socialistes ». C'est dans la foulée qu'il annonce la création d'une nouvelle religion : l'Armanisme qui, selon lui, permettrait « le prolongement et la parachèvement du national-socialisme » et la « renaissance des forces occultes dans l'aryanisme ». Pour parfaire son pastiche de religion, Monet écrit seul un livre appelé Koran 999, dogme rituel de la religion armaniste, édité à compte d'auteur par Adrienne Tart, éditrice du mensuel néonazi belge L'Europe réelle et diffusé par les soins de l'Organisation Mondiale Armaniste (ORMA). Cette publication attire à son auteur quelques sympathies mais celui-ci disparaît à nouveau dans la nature. 

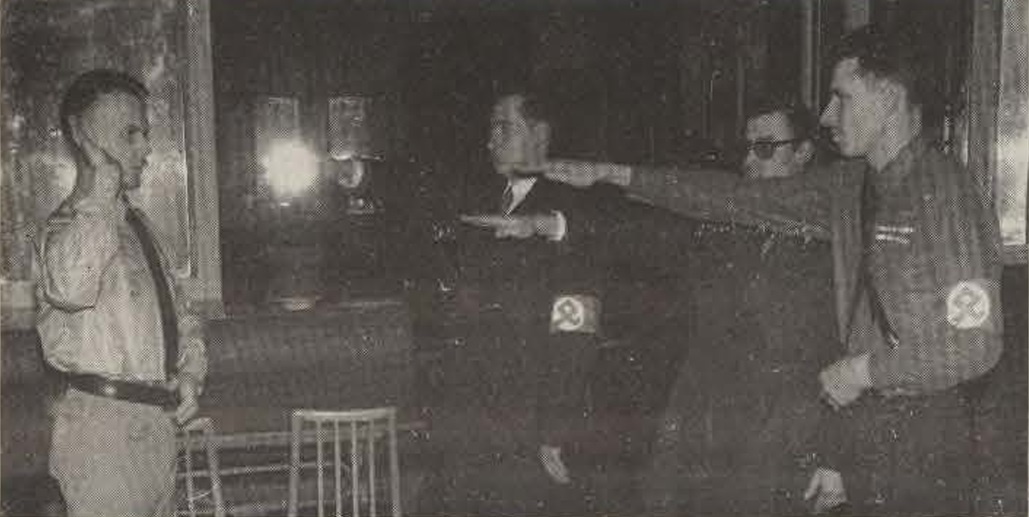
Jean-Claude Monet (à gauche) vers 1966 salué par ses hommes.

### Création du mouvement «National Socialiste International» et action terroriste
Entre 1967 et 1975, on retrouve la trace de Monet aussi bien en Allemagne qu'en Islande, en Iran et en Tchécoslovaquie. Par la suite, il décide de rentrer en France et lance, le 21 décembre 1975, le mouvement National Socialiste International (NSI). Rompant avec l'esthétique ésotérique, Monet transforme son groupuscule en formation paramilitaire dont les membres suivent les exercices de Jean-Claude Domino alias Charles Heinrich, ancien sous-officier de parachutistes coloniaux et ancien de l'Indochine et d'Algérie (chassé de l'armée française pour coups et blessures sur un commandant à la peau noire).  
Après un an d'activité et de multiples cérémonies et rites d'initiation en en toute sorte, Monet publie, le 21 décembre 1976, un communiqué dans lequel il affirme « que le National Socialisme International dispose de sections spéciales à Paris et dans la région parisienne, à Lyon, Marseille et Bordeaux, de 185 militants fanatiques et fanatisés et que 1977 sera l'année qui verra le développement décisif de nos sections. Le grand public sera saisi par l'audace et la violence de nos actions spéciales. »
Bien que les chiffres soient gonflés dans un but de propagande, les sections se mettent vite à la tache. En effet, elles lancent dans l'année des attaques contre le siège (neuf en tout) du MRAP et des menaces de mort contre ses dirigeants, ceux de la LICRA, de la Ligue des droits de l'homme, de la CGT, des éditeurs de presse et commettent des attentats à la bombe sous le nom de Groupe Joachim Peiper (du nom du SS Joachim Peiper) comme celui dans la nuit du 17 au 18 août 1977 contre la statue du général Leclerc. François Duprat en vient cependant à douter de la véracité de ces attentats, perpétrés selon lui par des « gaullistes voulants créer un climat de tension avant les élections et en profiter pour liquider l'extrême-droite qui les gêne » et des organisations sionistes. Aussi, c'est ce même groupe qui adresse à Beate Klarsfeld, femme de Serge Klarsfeld, une demande de rançon de 300 000 Deutsche Mark suivie d'une menace de mort : « Si tu ne payes pas, ce sera ta fête, sale Juive ! » (la plainte déposée restera sans suite). 
Au niveau des ses membres, ils sont recrutés au National Socialiste International mais aussi à Viking Jeunesse-France ( branche française du mouvement néonazi international Wiking-Jugend) et aux Jeunesses d'Action Européenne, proche de Pierre Clémenti, membre fondateur de la LVF pendant la guerre puis pilier du Nouvel ordre européen (NOE). On peut donc voir que le mouvement de Jean-Claude Monet est très actif à l'international, celui-ci envoyant d'ailleurs plusieurs délégués pour participer au Congrès mondial national-socialiste se tenant à Cleveland (Ohio), du 25 au 27 février 1977, sous la présidence du colonel Casey Kelemba, membre du Parti nazi américain (anciennement Parti Populaire Blanc National Socialiste). 